# CBS Productions
CBS Productions es una de las ramas de producción de la cadena de televisión CBS (una inicialización de Columbia Broadcasting System, junto con su empresa matriz CBS Television Studios; la cadena de radio se fundó en 1927), ahora parte de ViacomCBS, formada en 1952 para producir programas internamente, en lugar de depender únicamente de producciones externas. Una de sus primeras producciones fue Westinghouse Studio One, una serie de antología dramática.
Entre las producciones posteriores destacaron las series originales de Perry Mason, The Twilight Zone, Gun Smoke, The Wild Wild West, Hawaii Five-O, Touched by an Angel, Walker, Texas Ranger y los episodios 1998-2006 de The King of Queens, la franquicia CSI y la temporada 1 de 90210.
Antes de 1978, CBS Productions era acreditado en sus programas de entretenimiento simplemente como "The CBS Television Network". Desde 1978-1995, la empresa fue conocida como CBS Entertainment Productions.
Los derechos de distribución de la mayoría de los programas de entretenimiento producidos por CBS, especialmente los que se estrenaron antes de 1971, fueron adquiridos ese año por Viacom Enterprises, la unidad de sindicación de Viacom, creada para difundir las operaciones de sindicación y televisión por cable de CBS. CBS retuvo la propiedad de estos programas (incluyendo los derechos a liberarlos para otros medios, como VHS y DVD más tarde) con al menos una excepción: la biblioteca de Terrytoons, que fue adquirida por Viacom con la división, ya que CBS no veía ningún valor en los dibujos animados. Viacom y CBS se reincorporaron en 1999 con la adquisición de CBS por parte de Viacom. En 2004, CBS Productions se fusionó con Paramount Network Television.
En enero de 2006, como resultado de la división de CBS y Viacom en empresas separadas, la antigua empresa adquirió Paramount Television y la rebautizó como CBS Paramount Television, cuya principal división de producción, CBS Paramount Network Television, siguió produciendo las antiguas CBS Productions, lo que demuestra que aún están en funcionamiento. Más tarde, el 26 de septiembre de 2006, CBS Paramount Domestic Television, CBS Paramount International Television, CBS Home Entertainment y King World se combinaron para formar CBS Television Distribution.
El 2 de septiembre de 2008, después de fallecer en 2004, el nombre de CBS Productions fue reactivado para continuar produciendo nuevos episodios de 90210 en The CW. 90210 fue la primera serie producida por el nombre resucitado de CBS Productions. Su nombre también se usó en Hawaii Five-0, 90210 y Blue Bloods por un breve período de tiempo.
El 4 de marzo de 2015, el nombre de CBS Productions fue activado por tercera vez para producir CSI: Cyber, pero fue deshecho cuando el programa fue cancelado en marzo de 2016.